# Джон Б'юфорд
Джон Б'юфорд-молодший (англ. John Buford, Jr.; 4 березня 1826, Вудфорт, штат Кентуккі, США — 16 грудня 1863, Вашингтон, округ Колумбія, США) — американський воєначальник часів Громадянської війни у США, генерал-майор армії Союзу (1863). Відомий завдяки тому, що почав битву під Геттісбергом, під час якої Армія Конфедерації зазнала серйозної поразки.

## Рання біографія
Народився в окрузі Вудфорт, штат Кентуккі у родині відомого політика і члена Демократичної партії. З 8 років жив у Рок-Айленді, штат Іллінойс. У родині були міцні військові традиції: дід служив у кавалерії під час Війни за незалежність США, дядько служив у Вірджинському полку, зведений брат дослужився згодом до звання генерал-майора Союзу, а двоюрідний брат стане бригадним генералом Конфедерації. Тому уже в юності Джон Б'юфорд обрав для себе військову кар'єру. Провчившись лише один рік у Нокс-Коледжі в штаті Іллінойс він у 1848 році вступає до Військової академії США у Вест-Пойнті. Під час навчання він познайомився з багатьма своїми майбутніми начальниками та противниками під час Громадянської війни Джоном Макклеланом, Томасом Джексоном, Джорджем Пікеттом, Генрі Хетом та іншим.
Після закінчення академії у званні другого лейтенанта служив спершу у 1-му, а потім у 2-му драгунському полку Армії США. Брав участь у війні з індіанцями сіу й у війні в Юті у 1858 році. Станом на 1860 рік служив у Юті.

## Громадянська війна
Попри своє південне походження Б'юфорд з початком Громадянської війни залишається на службі в армії Союзу. У листопаді 1861 року він був призначений помічником генерального інспектора у званні майора, а в липні 1862 року отримав звання бригадного генерала добровольців. У серпні 1862 року на чолі кавалерійської бригади брав участь у Другій битві при Булл-Ран, під час якої був важко поранений у коліно. Після одужання Б'юфорд був начальником кавалерії Потомацької армії, проте фактично це була суто штабна посада.
У 1863 році був призначений командиром 1-ї кавалерійської дивізії. На її чолі брав участь у Геттісберзькій кампанії. 30 червня 1863 року дивізія Б'юфорда увійшла у маленьке містечко Геттісберг. Оцінивши переваги довколишньої місцевості для противника генерал вирішив за будь-яку ціну затримати просування конфедератів. Вранці 1 липня він зайняв висоти на захід від Геттісберга і вступив у бій із військами Конфедерації генерала Генрі Хета (з яким колись разом навчався у Вест-Пойнті). Б'юфорд стійко тримав оборону до підходу 1-го корпусу генерала Рейнольдса. Ініціатива і тактичне передбачення Б'юфорда зіграли значну роль у перемозі Союзу під Геттісбергом.
Після Геттісберга дивізія Б'юфорда брала участь у боях у Вірджинії.

## Смерть
Восени 1863 року генерал Б'юфорд захворів на черевний тиф. У грудні він був відправлений для лікування у Вашингтон, проте його стан невпинно погіршувався. 16 грудня президент Авраам Лінкольн за заслуги у битві при Геттісберзі надав Б'юфорду звання генерал-майора добровольців. Проте у цей же самий день воєначальник помер. Останніми його словами були: «Поставте охорону на всі дороги, і не дозволяйте людям бігти в тил». 20 грудня він був похований у Вашингтоні, на його похорони прибув Лінкольн.

## Пам'ять
На честь Б'юфорда у 1866 році був названий форт у Північній Дакоті. У 1895 році генералу було поставлено пам'ятник у Геттісберзі. У фільмі «Геттісберг» (1993) генерала зіграв актор Сем Елліотт.